# Systema mycologicum
Systema mycologicum («Микологическая система») — работа в трёх томах, написанная шведским микологом Элиасом Магнусом Фрисом (1794—1878). Дата её публикации принята за исходный пункт (начальную дату исчисления приоритета) микологической номенклатуры.
Стандартное обозначение названия книги при использовании в номенклатурных цитатах — Syst. Mycol.

## Общая информация
Полное название работы — Systema mycologicum, sistens fungorum ordines, genera et species, hucusque cognitas, quas ad normam naturalis determinavit, disposuit atque descripsit Elias Fries.
Первый том работы, состоявший из 520 страниц, был опубликован в декабре 1820 или в январе 1821 года в Лунде. Согласно статье 13 Международного кодекса ботанической номенклатуры, датой публикации считается 1 января 1821 года. Первая часть второго тома (страницы 1—274) была издана в 1822 году, вторая часть (страницы 275—620) — в 1823 году. Третий том также состоял из двух частей и был издан в Грайфсвальде в 1829 (страницы 1—259) и 1832 (страницы 261—524).
Названия грибов, опубликованные до 1 января 1821 года, не считаются действительными, если они не были использованы в Systema mycologicum, Elenchus fungorum или более поздних работах Фриса. Последней микологической публикацией, изданной до этой даты, была работа К. Ф. Хорншуха в журнале Flora, напечатанная 21 июля 1820 года. В то же время названия, опубликованные Элиасом Фрисом в Systema и Elenchus, имеют приоритет над всеми другими названиями, опубликованными в период с 1821 года по 1832 год.

## Более поздние издания
В 1952 году Джон Альберт Стивенсон и Дэвид Филип Роджерс в Нью-Йорке издали факсимиле работы Systema mycologicum. К ней прилагалось библиографическое вступление, написанное Роджерсом.